# Upholland
Upholland, ook Up Holland, is een civil parish in het bestuurlijke gebied West Lancashire, in het Engelse graafschap Lancashire.

## Geboren
- Ian Bleasdale (1952), acteur en televisiepresentator
- Catherine Ashton (1956), politicus

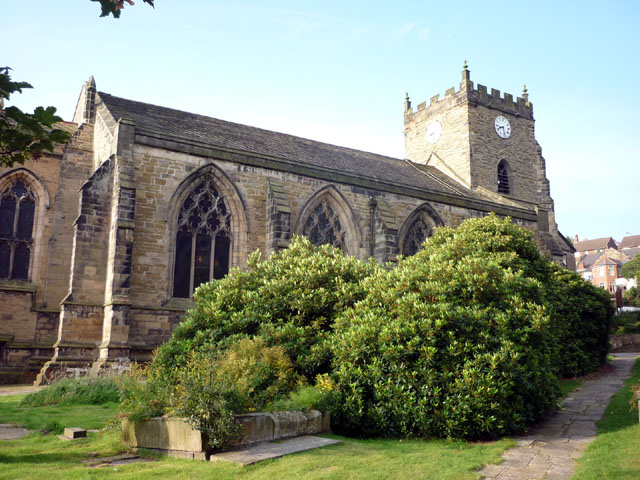